# 皮奇奇
皮奇奇（西班牙語：Pichichi，1892年5月23日—1922年3月1日），西班牙前男子足球运动员，司职前锋。他曾代表西班牙国家队参加1920年夏季奥林匹克运动会足球比赛，获得一枚银牌。